# بيرت مايرز
بيرت مايرز (بالإنجليزية: Bert Myers)‏ هو لاعب كرة قاعدة أمريكي، ولد في 8 أبريل 1874 في فريدريك في الولايات المتحدة، وتوفي في 12 أكتوبر 1915 في واشنطن العاصمة في الولايات المتحدة.

## وصلات خارجية
- بيرت مايرز على موقعبيزبول رفرنس.كوم (الدوري الرئيسي) (الإنجليزية)
- بيرت مايرز على موقعبيزبول رفرنس.كوم (الدوري الثانوي) (الإنجليزية)